# Leucoraja naevus
Leucoraja naevus е вид акула от семейство Морски лисици (Rajidae). Видът не е застрашен от изчезване.

## Разпространение и местообитание
Разпространен е в Алжир, Великобритания, Гърция, Испания, Италия, Либия, Малта, Мароко, Норвегия, Португалия, Сенегал, Тунис и Франция.
Обитава крайбрежията и пясъчните дъна на морета и заливи. Среща се на дълбочина от 9 до 500 m, при температура на водата от 6,5 до 18,7 °C и соленост 34 – 37,4 ‰.

## Описание
На дължина достигат до 68 cm.
Продължителността им на живот е около 14 години.